# كريس قطان
كريستوفر لي «كريس» قطان (بالإنجليزية: Chris Kattan) ولد في (19 أكتوبر 1970) في شيرمان أوكس، لوس أنجلوس، الولايات المتحدة الأمريكية، هو ممثل اميركي كوميدي الذي اشتهر لعمله على رسم تخطيطي ملهاة عرض ليلة السبت لايف. عُرف بتأديته لدور «بوب ويفر» في المسلسل الحائز على جائزة أفضل كوميديا من سلسلة جوائز إيمي مسلسل ذا ميدل التي بنيت على شبكة التلفزيونية ABC.

## الحياة الشخصية
ولد قطان في شيرمان أوكس، كاليفورنيا. والده الملك كيب (جيروم جيم قطان)، هو يمثل بدور الصوت الذي ظهر في سلسلة رينو 911!, تم تصويره مرة واحدة مع والدته، هاينالكا هاء بيرو، في بلاي بوي، وعملت بوصفها نموذجا في ' 60s لندن والده هو من أصل يهودي عراقي، والدته هي من مواليد بودابست، المجر، وأيضا البوذية. واثنين من المطلقات عندما كان قطان طفل وأمه تزوجت في وقت لاحق الدكتور مارك جوسلين. قطان عاش في جزيرة بينبريج آيلاند، واشنطن حيث حضر بينبريدج الثانوية، وتخرج في عام 1989.

## فيلموغرافيه
- ليلة السبت لايف (1996-2003)
- نعمة تحت النار (1996)
- ألف ليلة في روكسبري (1998)
- منزل مسكون في تلة (1999)
- أي ونظرا الأربعاء (2000)
- فليني رومانو (2001)
- الأخ السرية (2002)
- كفى عني (2005)
- آدم وستيف (2005)
- سانتا يقتل (2005)
- محبر (2005)
- تماما ممتاز (2006)
- اثنان مروعة الأطفال (2007)
- ماء مراهقة حالة جوع قوة قولون فيلم فيلم لمسارح (2007)
- عيد الميلاد في بلاد العجائب (2007)
- الغروب تان (2007)
- سوبرباد (2007)
- نانسي درو (2007)
- أوندد أو ميت (2007)
- قاعة تانر (2008)
- هوليوود والنبيذ (2009)
- بطل بوليوود (التلفزيون) (2009)
- ذا ميدل (التلفزيون) (2009/2010)
- مهرجان الفيلم الأخير (2010)